# Wundschuh
Wundschuh – gmina w Austrii, w kraju związkowym Styria, w powiecie Graz-Umgebung. Liczy 1545 mieszkańców (1 stycznia 2015).